# 세라발레피스토이에세
세라발레피스토이에세(이탈리아어: Serravalle Pistoiese)는 이탈리아 토스카나주 피스토이아도에 있는 코무네다. 피렌체에서 북서쪽으로 35km, 피스토이아에서 남서쪽 8km 거리에 있다.

## 역사
본래 거주 지역은 산 마리아(S. Maria)와 니에볼레(Nievole) 두 구역으로 이뤄져 있으며, 이곳의 요새는 1302년에 지어졌다.